# Enicospilus merion
Enicospilus merion är en stekelart som beskrevs av Ian D. Gauld och Mitchell 1981. Enicospilus merion ingår i släktet Enicospilus och familjen brokparasitsteklar. Inga underarter finns listade i Catalogue of Life.